# 上島徹也
上島徹也（うえじま てつや）は、日本のジュエリーデザイナーおよび実業家である。ラグジュアリーブランド「IVXLCDM」および当該ブランドを運営する株式会社IVX JAPANの創業者兼代表取締役を務める。

## 経歴
山梨県甲府市出身。県内の宝飾専門学校を卒業後ジュエリーメーカーにてクラフトマンとして勤務。その後2007年に独立し、同年にジュエリーブランド「IVXLCDM」を立ち上げた。
2008年の東京ファッションウィーク公式ショールームにて初のコレクションを発表。同年、フランス・パリのセレクトショップ「コレット」にて同ブランドの製品が取り扱われたことを機に国際的な注目を集めた。

## 作品と評価
伝統的な貴金属加工技術と現代的な美意識を融合させたジュエリーデザインを得意とし、その作品は「無駄のない造形美」と「素材の力を引き出す構成力」において高く評価されている。
また、BEAMSやISETANといった国内の主要セレクトショップでの取り扱いのほか、現代アートやファッション分野とのコラボレーションも積極的に行っており、ジュエリーという枠を超えた表現者としても高い評価を受けている。

## 企業情報
株式会社IVX JAPAN（IVX JAPAN CO., LTD.）は2007年2月5日に設立された。山梨県甲府市に本社を置き、上島徹也が代表取締役を務める。2017年から六本木ヒルズに「IVXLCDM」直営店を構える。
主な事業は貴金属製品、アクセサリー、皮革製品、日用雑貨などの製造・販売・輸出入である。また、オリジナルブランド商品の企画およびライセンス契約に基づくアクセサリー製品の提供も行っている。

## 実績
2011　山梨地場産業プロジェクト「Koo-Fu Yプロジェクト」に参加し、フランス・パリにて発表する。
2014　Koo-Fu Yプロジェクトとして山梨ジュエリーミュージアム展示作品「天仰ぐ棘」を製作。。
2016　セガ『龍が如く』桐生一馬・真島吾朗モデルのリングやバングルを共同開発。
2017　清永浩文と藤原ヒロシによりスタートしたブランド＜uniform experiment/ユニフォーム エクスペリメント＞とのコラボレーションカラビナを発売。
2018　デザインした「シールド スター ペンダント」が「甲府ブランド」のクラフト系部門に認定される。。
2018　クイーン（ユニバーサルミュージック）楽曲タイトルを模した公式ライセンスジュエリーを発売。
2019　映画『トイ・ストーリー 4』公開記念のコラボレーションリングを発売
2020　スウェーデン出身のグラフィックアーティスト、André Saraiva（通称「Mr. A」）とのコラボレーションジュエリーを発売
2021　ヘヴィーメタルバンド「Slipknot」のオフィシャルライセンスジュエリーを発売
2023　メディコム・トイの〈BE@RBRICK〉シリーズとコラボレーションを実施。翡翠をモチーフにした特別モデル「BE@RBRICK IVXLCDM JADE Ver.」を発表。
2024　EXILE NAOTO代表のファッションブランドSTUDIO SEVENとのコラボレーションジュエリー「RH 7th 3LINK RING」を限定発売
2025　アパレルブランドwjkとのシルバー925×ブラックコーティングのネックレス＆ブレスレットを共同発売
2025　東宝『ゴジラ・THE・アート展』鬼師・永濵貴之との共同作品「Godzilla Lans from the Sea」を制作
2025　ミュージシャンSUGIZOとギターメーカーESPとのコラボレーションによるギタークリップを制作
2025　キン肉マンとのコラボリングとフィギュアを制作発売

## 出演
LEGIONクリエイターズ #03 IVXLCDM - 上島徹也 (Jewerly Designer)「世界に求められるものを」【Legion 560 Pro】

## 主な取引先
BEAMS（ビームス） メンズ・レディース両ラインでアクセサリー展開に協力。複数シーズンにわたりコラボ商品を製造。
UNITED ARROWS（ユナイテッドアローズ） セレクトショップ向けのアクセサリーOEMを担当。オリジナル性の高いジュエリーを企画。
JOURNAL STANDARD（ジャーナルスタンダード / ベイクルーズグループ） トレンドを取り入れたカジュアルジュエリーの製造実績あり。
SHIPS（シップス） カプセルコレクションの一部にてアクセサリーをOEM供給。
伊勢丹メンズ館（ISETAN MEN'S） 限定商品・コラボポップアップ向けのアクセサリーをOEM供給